# ネック・リリーシング
ネック･リリーシング（英：Neck Releasing）、本来の意味は「首の解放、頸部のリラックス」が語源である。現在、この言葉は日本のワイシャツによく使われている。
派生として以下の意味が含まれる。
1. 従来のワイシャツの第一ボタンをなくし（ネック・リリーシング=首の解放）、クール・ビズスタイルをよりスッキリ見せる。ネクタイ使用時も従来と変わらない機能を実現。何より第一ボタンを締めた際の苦しさや不快がない。
2. 綿密に計算されたパーツ配置により、インナーの露出を防ぎ襟元をよりファッショナブルに見せる。

日本企業の株式会社アイ･ディウスは2008年初めてネック･リリーシングをワイシャツのデザインを意味すると提出した。自社ファッションブランドの「DIUS」に「ネック･リリーシング」シリーズを発売したのが2013年。今はワイシャツの第一ボタンをなくすというデザインを「スキッパー」と名づける会社もある。